# Ripenda Carso
Ripenda Carso (in croato Ripenda Kras; in italiano anche San Nicolò di Ripenda) è un insediamento del comune di Albona, nella regione istriana, in Croazia. Nel 2001, la località conta 12 abitanti.

## Società

### Evoluzione demografica
Evoluzione demografica della località di Ripenda Carso secondo i seguenti anni: 
1880 = 177 ab.| 1890 = 167 ab.| 1900 = 175 ab.| 1910 = 226 ab.| 1948 = 252 ab.| 1953 = 214 ab.| 1961 = 203 ab.| 1971 = 137 ab.| 1981 = 129 ab.| 1991 = 106 ab.| 2001 = 121 ab.